# Brad y Llyfrau Gleision

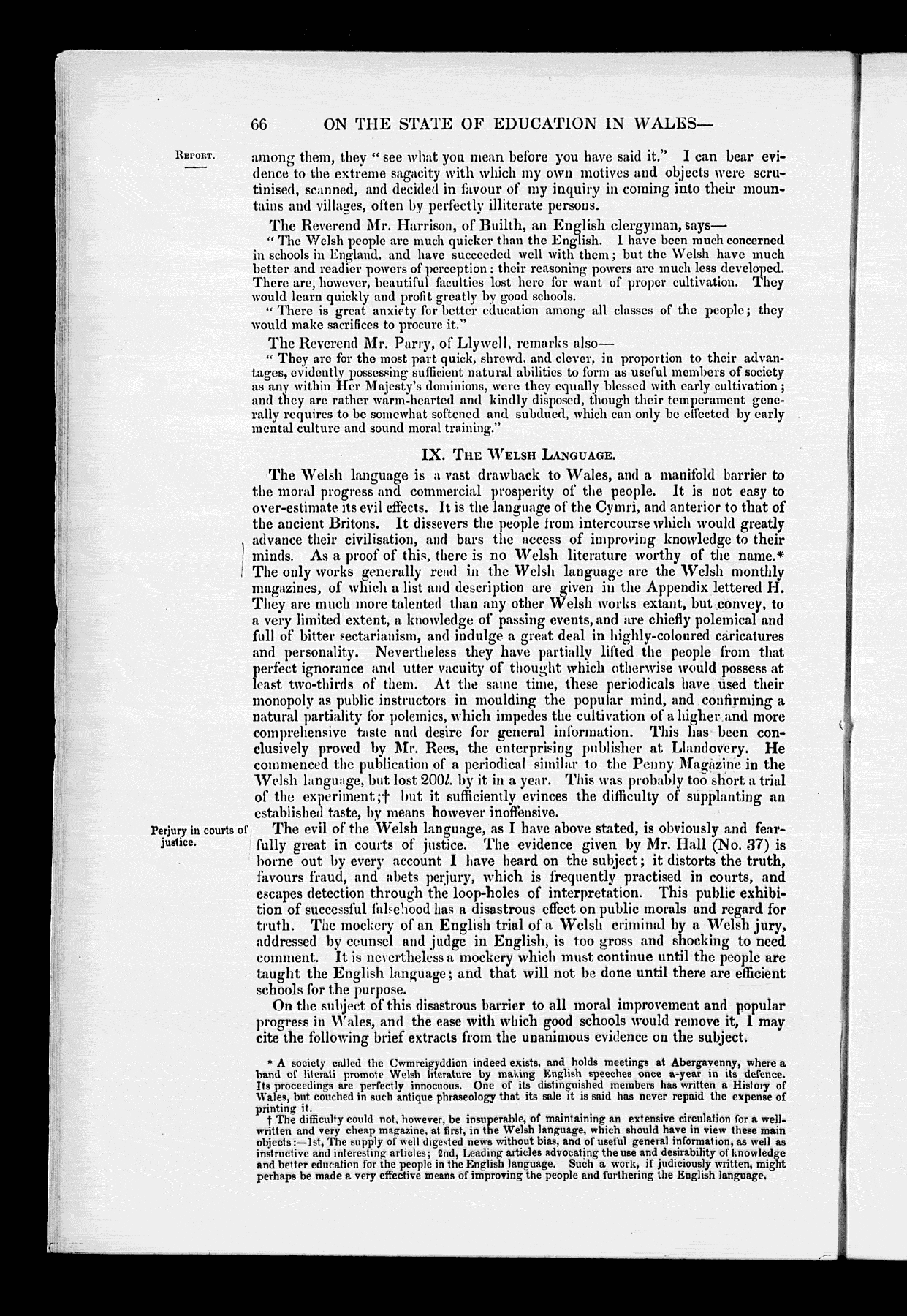
Libros azules, parte 2, núm.9, p.66 - «Evils of the Welsh Language» (Los males del idioma galés).

Brad y Llyfrau Gleision, también conocida en inglés como Treachery of the Blue Books (lit. «La traición de los libros azules»), es el nombre por el que se conoce a una publicación de 1847 titulada Reports of the commissioners of enquiry into the state of education in Wales («Informes de los comisionados de investigación sobre el estado de la educación en Gales»). Los informes, distribuidos en tres volúmenes, provocaron el clamor popular por sus insinuaciones, algunas de ellas tachadas como ofensivas, sobre los galeses. De especial interés es la crítica mordaz que se hace sobre el idioma galés, así como sobre el inconformismo anglicano y la inmoralidad de los galeses en general. El nombre Brad y Llyfrau Gleision fue acuñado por el autor Robert Jones Derfel en respuesta a dichos informes.
La investigación oficial se puso en marcha por la presión ejercida por los Radicales, especialmente por William Williams, un parlamentario de Coventry, galés de nacimiento y preocupado por el estado de la educación en Gales. La pesquisa estuvo a cargo de tres inspectores ingleses, R. R. W. Lingen, Jellynger C. Symons y H. R. Vaughan Johnson. Los tres visitaron varios rincones de Gales en 1846, recolectando evidencia y datos estadísticos. Sin embargo, ninguno de los inspectores hablaba o entendía galés, por lo que su informe se basó en información que le habían proporcionado algunos testigos, muchos de los cuales eran clérigos anglicanos en una época en la que el inconformismo imperaba en Gales.
La obra se completó el 3 de abril de 1847, y Lingen presentó su informe al gobierno británico el 1 de julio de ese mismo año en tres volúmenes con la cubierta de color azul (el término "libros azules" se usaba a menudo para referirse a todo tipo de informes parlamentarios). En un informe muy detallado, los inspectores concluyeron que las escuelas en Gales eran extremadamente inadecuadas, en ocasiones con profesores que solo hablaban inglés y que usaban libros de texto en ese idioma en áreas en las que los niños solo hablaban galés. Asimismo, se dice que los galeses monóglotas dependían de las escuelas inconformistas dominicales para aprender a leer y a escribir. El informe también concluye que los galeses en general eran ignorantes, vagos e inmorales, responsabilizando de ello al uso del idioma galés y al inconformismo anglicano. Estas declaraciones causaron revuelo en Gales. Robert Jones Derfel, poeta bardo galés, respondió a los informes con la publicación de Brad y llyfrau gleision en 1854, editada por I. Clarke en Ruthin. La misma no tuvo consecuencias políticas inmediatas pero dio lugar al nacimiento de un movimiento nacionalista que abogaba por el autogobierno en Gales. El título Brad y Llyfrau Gleision («Traición de los libros azules» en galés) alude a la célebre batalla artúrica de la Noche de los cuchillos largos cuando, según Nennio y Godofredo de Monmouth, los sajones comenzaron su campaña de conquista contra los nativos britanos.
La mayoría de las veces los inspectores simplemente se limitaban a escribir textualmente las opiniones parciales de los terratenientes y del clero anglicano. Muchos de los ataques hacia la cultura galesa provenían del inspector Lingen. Más allá del sesgo político, los libros azules constituyen una gran fuente de información sobre la sociedad galesa del siglo XIX.
Saunders Lewis, en Tynged yr Iaith, mantiene que los libros azules son para la historia de Gales "los documentos del siglo XIX más importantes de los que disponemos". Dicha opinión también se sustenta en que la publicación de los informes, con la controversia que estos suscitaron, despertó el interés político de los inconformistas galeses. Críticos como los reverendos Evan Jones (Ieuan Gwynedd), William Rees (Gwilym Hiraethog) y Thomas Price, así como Henry Richards, no escaparon al ojo público por sus ataques lapidantes a los informes. Con el paso del tiempo, dichas críticas se convirtieron en acciones políticas organizadas que terminaron con las elecciones generales del Reino Unido de 1868.
La Biblioteca Nacional de Gales conserva copias digitales de los informes.